# Mathias Nygård
Mathias "Warlord" Nygård é um músico finlandês, membro-fundador da banda finlandesa de folk metal/viking metal Turisas, em 1997.
Apesar de ser o vocalista da banda, em estúdio, Nygård desempenha, também, as funções de tecladista e percussionista.
A principal característica do músico, é sempre estar pintado de vermelho e preto e usando detalhes em peles de animais nos shows.